# Наумівка (Сумський район)
Нау́мівка —  село в Україні, у Краснопільській селищній громаді Сумського району Сумської області. Населення становить 447 осіб. До 2016 орган місцевого самоврядування — Угроїдська селищна рада.

## Географія
Село Наумівка розташоване на березі річки Рибиця, вище за течією на відстані 1 км розташоване селище Угроїди, нижче за течією на відстані 2.5 км розташоване село Осоївка. Через село пролягає залізнична гілка Самотоївка - Угроїди.
Поруч з селом розташовані великі відстійники.

## Історія
- Село постраждало внаслідок геноциду українського народу, проведеного урядом СССР 1923-1933 та 1946-1947 роках.
- 12 червня 2020 року, відповідно до розпорядження Кабінету Міністрів України № 723-р «Про визначення адміністративних центрів та затвердження територій територіальних громад Сумської області», село увійшло до складу Краснопільської селищної громади[1].
- 19 липня 2020 року, в результаті адміністративно-територіальної реформи та ліквідації Краснопільського району, увійшло до складу новоутвореного Сумського району[2].
- 21 серпня 2024 року через удари КАБами пошкоджений газогін, розповіла Ірина Юхта, в.о. голови Краснопільської громади[3].

## Економіка
- Молочно-товарна ферма.
- ДП «Наумівський спиртний завод».

## Соціальна сфера
- Школа I ст.
- Клуб.